# GSC56-484
GSC56-484 — хімічно пекулярна зоря спектрального класу A4, що має видиму зоряну величину в смузі V приблизно 10,0.